# Taeromys arcuatus
Taeromys arcuatus é uma espécie de roedor da família Muridae.
Apenas pode ser encontrada na Indonésia.